# Sheila Cassidy
Sheila Cassidy (Cranwell, 18 de agosto de 1937) es una escritora y activista inglesa de los derechos humanos, famosa al dar a conocer su propia historia como una sobreviviente de la tortura, llamó la atención internacional denunciando los abusos en Chile en la década de 1970. 

## Biografía
Nacida en Cranwell, en el condado de Lincolnshire, Cassidy se crio en Sídney, Australia. Asistió al Our Lady of Mercy College en Parramatta, un suburbio de Sídney, para luego realizar estudios de medicina en la Universidad de Sídney. Finalmente, terminó sus estudios en la Universidad de Oxford en 1963. 
Ella quería ser una cirujana plástica, pero no pudo seguir el ritmo de la semana de 90 horas, así que fue a practicar la medicina en Chile durante el gobierno de Salvador Allende. 

### Tortura por la dictadura militar chilena
En 1975, Cassidy se vio envuelta en la violencia del régimen de Augusto Pinochet, cuando le dio atención médica a un oponente político a la dictadura y que estaba siendo buscado por la policía. Como resultado, fue detenida por la DINA, la policía secreta chilena, quienes la mantuvieron en custodia sin juicio. Al momento de ser detenida en la casa de los Padres Columnbanos los agentes de la DINA asesinaron a la empleada de la casa Enriqueta Reyes Valerio.
Durante la primera parte de su custodia, fue gravemente torturada en la famosa Villa Grimaldi en Santiago de Chile, con el fin de obligarla a revelar información sobre su paciente y sus otros contactos.

### Regreso al Reino Unido
Con el apoyo del gobierno británico y del diplomático argentino Roberto Kozak, fue puesta en libertad y regresó al Reino Unido. La descripción de Cassidy de su encarcelamiento y su experiencias de torturas en la «parrilla», llamaron la atención del público británico sobre las violaciones generalizadas de derechos humanos que estaban ocurriendo en Chile. Su historia apareció en los medios de comunicación y, en su libro, Audacity to Believe (Audacia de creer).
Después de un período de recuperación de los efectos físicos y psicológicos de su terrible experiencia (durante la cual ella se convirtió brevemente en un monja), Cassidy siguió ejerciendo la medicina en el Reino Unido. En 1982, se convirtió en directora médica del St. Luke's Hospice en Plymouth, una posición que ocupó durante 15 años. A continuación, trabajó en el establecimiento de cuidados paliativos para los hospitales de Plymouth. 
Cassidy, como católica, ha escrito varios libros cristianos y ha estado involucrado con una serie de organizaciones benéficas.